# Boogie with Stu
Boogie with Stu är en låt av Led Zeppelin på albumet Physical Graffiti från 1975. Låtens tillkomst var under arbetet med Led Zeppelin IV. Ian Stewart är med och spelar, vilket han även gör i Rock and Roll. Låtens arbetsnamn var "Sloppy Drunk", men det ändrades senare till Boogie With Stu, antagligen beroende på att Ian Stewart medverkade som musiker.
Låten har aldrig framförts live av gruppen.